# 因幡万葉歴史館
因幡万葉歴史館（いなばまんようれきしかん）は、鳥取県鳥取市国府町にある歴史系博物館である。

## 概要
奈良時代〜平安時代に因幡国国府が置かれていた国府町に立地する。当地ゆかりの大伴家持ら万葉集の歌人と、因幡国の歴史民俗文化に関する資料を展示する。因幡万葉歴史館の竣工を記念し、古代因幡の豪族伊福部家の67代目に当たる、戦後を代表する作曲家の伊福部昭に大伴家持の万葉集の歌の作曲を依頼し「新しき年の初めの…」を始めとする「因幡万葉の歌5首」の歌曲が誕生した。歴史館の竣工式の日に国府町中央公民館で、25絃箏の野坂恵子など日本を代表する演奏家によって初演が催された。伊福部の直筆による楽譜が歴史館に寄贈されている。ユーチューブに「因幡万葉の歌5首」の歌曲が紹介されている。

## 因幡万葉歴史館の建築設計等
- 基本構想・計画策 - 地域デザイン研究所（所長 吉田幹男）
- 建築実施設計・監理 - 山本浩三都市建築研究所（所長 山本浩三）
- 展示計画設計・施工 - 丹青社

## 展示施設

### 大伴家持ホール
758年（天平宝字2年）に因幡国司として当地に移住し、759年（天平宝字3年）1月に万葉集の最後の歌を詠んだ大伴家持の生涯と芸術を紹介する。
- ミラービジョン
- 万葉歌人と花・鳥
- 等身大家持像
- 家持自署の歌
- 家持の人物像と生涯

など

### 常設展示室
因幡国国府や古墳の大型模型を展示し、古代の因幡国を再現する。
- 梶山古墳石室（複製）
- 岡益の石堂（再現）
- 因幡国庁模型
- 奈良時代の役人の仕事
- 平安時代の国司

など

### 伊福吉部徳足比売ホール
因幡の豪族伊福吉部氏（いほきべし）の娘の伊福吉部徳足比売（とこたりひめ）に関する資料を展示する。徳足比売の墓跡は国の史跡に、骨蔵器（東京国立博物館保管）は国の重要文化財に指定されている。
- 等身大徳足比売像
- 釆女・人物紹介
- 万葉時代の女官

など

### 企画展示室
平安時代の貴族の生活・風俗を紹介する。
- 小野小町の食膳
- 万葉の染・織
- 舞楽の衣装
- 大伴家持の食膳
- 晩年の家持

など

### 民俗展示室
ユニークな民俗行事である「麒麟獅子舞」と「因幡の傘踊り」を中心に、因幡地方に伝わる民俗行事を紹介する。
- 全国に広がる因幡の傘踊り
- 宇倍神社の麒麟獅子舞
- 宇倍神社例大祭の大名行列（和紙人形による再現）

など

### 天平ろまんホール
映像ホール。150インチスクリーンで因幡の民俗芸能を紹介するプログラムを映写する。

### 屋外パビリオン
- 万葉と神話の庭 - 万葉集で詠まれた約50種の草花が植えられている。
- 伝承館 - 多目的スペース
- 時の塔 - 当館のシンボルタワー。高さ30mの展望室からは因幡三山を望める。
- 時の広場 - 多目的広場。広場が日時計の盤になっており、時間を示すための「十二支」の彫刻が配されている。

## イベント
- 因幡の傘踊りの祭典（夏）
- 万葉朗唱の会（秋）

## 利用情報
- 開館時間 - 9：00 - 17：00（入館は16:30まで）
- 休館日 - 月曜日（月曜が祝日の場合は開館）、年末年始（12月29日〜1月1日）
- 所在地 - 〒680-0146 鳥取県鳥取市国府町町屋726

## 交通アクセス
- 山陰本線 鳥取駅 駅前 鳥取駅バスターミナル8番のりば日ノ丸バス「因幡万葉歴史館経由中河原」行（路線番号：81・82）で20分、「因幡万葉歴史館」下車
- 山陰本線 鳥取駅 駅前 鳥取駅バスターミナル8番のりば日ノ丸バス「中河原」行（路線番号：80・83・84）で20分、「因幡万葉歴史館入口」下車、徒歩5分

## 周辺
- 因幡国庁跡
- 万葉の館
- 雨滝 - 日本の滝百選
- 宇倍神社
- 鳥取藩主池田家墓所
- 伊福吉部徳足比売の墓跡
- 岡益の石堂
- 梶山古墳